# Mincha
| Židé a judaismus |
| Židé • Judaismus • Kdo je Žid |
| Ortodoxní • Konzervativní (Masorti) Progresivní (Reformní - Liberální) • Ultraortodoxní Samaritáni • Falašové • Karaité                                                                                            |
| Etnické skupiny a jazyky |
| Aškenázové • Sefardové • Mizrachim Hebrejština • Jidiš • Ladino • Ge'ez • Buchori |
| Populace (vývoj) |
| Evropa • Amerika • Asie • Afrika • Austrálie |
| Náboženství |
| Bůh • Principy víry • Boží jména 613 micvot • Halacha • Noachidské zákony Mesiáš • Eschatologie |
| Židovské myšlení, filosofie a etika |
| Židovská filosofie Cdaka • Musar • Vyvolenost Chasidismus • Kabala • Haskala |
| Náboženské texty |
| Tóra • Tanach • Mišna • Talmud • Midraš Tosefta • Mišne Tora • Šulchan aruch Sidur • Machzor • Pijut • Zohar |
| Životní cyklus, tradice a zvyky |
| Obřízka • Pidjon ha-ben • Simchat bat • Bar micva Šiduch • Svatba • Ketuba • Rozvod (Get) • Pohřeb Kašrut • Židovský kalendář • Židovské svátky Talit • Tfilin • Cicit • Kipa Mezuza • Menora • Šofar • Sefer Tora |
| Významné postavy židovství |
| Abrahám • Izák • Jákob • Mojžíš Šalomoun • David • Elijáš • Áron Maimonides • Nachmanides • Raši Ba'al Šem Tov • Ga'on z Vilna • Maharal                                                                           |
| Náboženské budovy a instituce |
| Chrám • Synagoga • Ješiva • Bejt midraš Rabín • Chazan • Dajan • Ga'on Kohen (kněz) • Mašgiach • Gabaj • Šochet Mohel • Bejt din • Roš ješiva                                                                      |
| Židovská liturgie |
| Šema • Amida • Kadiš Minhag • Minjan • Nosach Šacharit • Mincha • Ma'ariv • Musaf |
| Dějiny Židů |
| starověk • středověk • novověk |
| Blízká témata |
| Antisemitismus • Gój • Holocaust • Izrael Filosemitismus • Sionismus Abrahámovská náboženství |
| z • d • e |

Mincha (hebrejsky: מנחה) je židovská odpolední modlitba. Jméno této modlitby je odvozeno z názvu moučné oběti, která byla přinášena v Chrámu jako poslední oběť dne. Podle tradice je založení této modlitby připisováno Izákovi, který měl ve zvyku vycházet v čas odpolední do polí a rozjímat,, podle jiných zdrojů byla ustanovena až v době poexilové.[zdroj?] Zvyk tří modliteb denně je zmíněn v knize Daniel.

## Jednotlivé části odpolední modlitby
Mincha je nejkratší modlitbou v židovské liturgii. Skládá se z následujících částí:
- Ašrej - Žalm 145 (s úvodem ze Ž 84, 5 (Kral, ČEP) a uzavřen Ž 115, 18 (Kral, ČEP)).
- Uva le-Cijon - pouze o šabatu a svátcích
- Poloviční kadiš
- Čtení z Tóry - pouze o šabatu a půstech; ke čtení jsou vyvoláni tři lidé.
- Amida - ústřední část modlitby; tichá modlitba složená z devatenácti požehnání (o šabatu a svátku pouze sedm). Následně je celá modlitba včetně Keduše nahlas zopakována chazanem.
- Viduj a Tachanun - kajícné modlitby, které se recitujípouze o všedních dnech. O půstech se k nim někde přidává Avinu malkejnu a o šabatu se místo nich recituje Cidkatcha cedek.
- Celý kadiš
- Alejnu - chvalozpěv nazvaný podle úvodních slov „Nám přísluší chválit Pána všehomíra...“, závěr bohoslužby.
- Kadiš sirotků

Čas pro recitaci odpolední modlitby je vymezen obdobím krátce po poledni a soumrakem. Mincha recitovaná období od poledne (šest a půl hodiny po východu slunce) do devíti a půl hodiny po východu slunce je nazývána mincha gdola, „velká mincha“, mincha recitovaná v období od devíti a půl hodiny až do západu slunce je nazývána mincha ktana, „malá mincha“. „Hodinou“ se v těchto případech vždy rozumí „proporcionální hodina“ (ša'a zmanit), tj. dvanáctina osvětlené části dne, nikoli standardní hodina o šedesáti minutách.
V pátek odpoledne je mincha obvykle oddalována na nejpozdější možný termín, aby plynule přešla do další liturgie, Kabalat šabat a poté ma’arivu pro šabat.
Podobně je v mnohých komunitách zvykem spojit sobotní minchu s následující společnou hostinou a ukončením šabatu.